# آيت حنو يعقوب (آيت او مناصف)
آيت حنو يعقوب هو دُوَّار يقع بجماعة سيدي الغندور، إقليم الخميسات، جهة الرباط سلا القنيطرة في المملكة المغربية. ينتمي الدوّار لمشيخة آيت او مناصف التي تضم 5 دواوير. يقدر عدد سكانه بـ 1554 نسمة حسب الإحصاء الرسمي للسكان والسكنى لسنة 2004.

## وصلات خارجية
- البوابة الوطنية للجماعات الترابية
- المندوبية السامية للتخطيط